# Ceutorhynchus unguicularis
Ceutorhynchus unguicularis är en skalbaggsart som beskrevs av Thomson 1871. Ceutorhynchus unguicularis ingår i släktet Ceutorhynchus, och familjen vivlar. Arten är reproducerande i Sverige.